# Gia tộc Mononobe
Gia tộc Mononobe (物部氏 (Vật Bộ thị) Mononobe uji)  là một dòng họ quý tộc (uji) của Nhật Bản trong thời kỳ Kofun. Gia tộc Mononobe nổi tiếng là đối thủ của gia tộc Soga và mang tư tưởng bài ngoại với việc phản đối việc truyền bá Phật giáo. Họ cho rằng việc thờ cúng các vị thần ngoại lai sẽ xúc phạm tới các vị thần địa phương. Một trong những đồng minh của Mononobe là Gia tộc Nakatomi, tổ tiên của gia tộc Fujiwara và là những người  ủng hộ Thần đạo đã liên minh với gia tộc với mục đích bài trừ Phật giáo.
Giống như nhiều gia tộc lớn khác vào thời đó, gia tộc Mononobe giống như một tổ chức hay một bộ lạc hơn là một gia tộc đúng nghĩa theo quan hệ huyết thống. Ngoại trừ một số thành viên tiêu biểu trong gia tộc xuất hiện bằng những ghi chép lịch sử trên danh nghĩa là chính khách, còn lại toàn bộ gia tộc được biết đến như một tổ chức quân đội cho Triều đình.

## Lịch sử
Gia tộc Mononobe được cho là hậu duệ của Nigihayahi no Mikoto, (饒速日命), một vị thần huyền thoại được cho là đã cai trị Vương quốc Yamato trước Thiên hoàng Jimmu . Hậu duệ của ông là Mononobe no Toochine (物 部十千根) - người thành lập gia tộc - đã được Yamatohime-no-mikoto, con gái của Thiên hoàng Suinin  ban cho Đền Isonokami . Từ đó ông tự xưng họ mình là Mononobe.
Vào thế kỷ thứ 6, một số cuộc chiến đã nổ ra giữa 2 gia tộc Mononobe và Soga. Theo Nihon Shoki, cuộc chiến đã xảy ra sau khi Thiên hoàng Yōmei băng hà. Người đứng đầu gia tộc là Mononobe no Moriya đã ủng hộ một hoàng tử kế ngôi Thiên hoàng Yōmei, trong khi Soga no Umako lại ủng hộ một hoàng tử khác. Xung đột giữa hai gia tộc trở nên gay gắt trong một trận chiến tại Kisuri (Osaka ngày nay) vào năm 587. Cuối cùng, gia tộc Mononobe bị đánh bại và xử tử trong trận Shigisan . Sau khi Moriya qua đời, Phật giáo được lan truyền rộng rãi hơn ở Nhật Bản. 
Vào năm 686, Mononobe cải họ thành gia tộc Isonokami bởi mối quan hệ chặt chẽ giữa họ với  đền Isonokami , một ngôi đền Thần đạo từng được trưng dụng như một kho vũ khí của hoàng gia.

## Cây gia phả
```
Nigihayahi-no-mikoto
 (饒速日命), nhân vật huyền thoại được cho là đã cai trị Yamato trước 
Thiên hoàng Jimmu
 .
 ┃

Umashimaji-no-mikoto
 (可美真手命)
 ┇
(Thiếu 5 thế hệ)
 ┇

Mononobe no Toochine
 (物部十千根), được biết đến là người sáng lập gia tộc.
 ┃

Mononobe no Ikui
 (物部胆咋)
 ┃

Ikoto
 (物部五十琴)
 ┣━━━━━━━━━━━━━━━━━━━━━━━━━━━━━━━━━━━━━━━━━━━━━━━━━ ━━━━━━━━━━━━━━━━━━━━━━━━━━━━┳━━━━━━━━━━━━━━━━━━━━━ ━━━━━━━━━━━━━━━━━┓

Ikofutsu
 (物部伊莒弗) 
Mukiri
 (麦入) 
Iwamochi
 (石持)
 ┣━━━━━━━━━━━━━━━━━━━━━━━┳━━━━━━━━━━━━━━━━━━━━━━┓ ┣━ ━━━━━━━━━━━━━━━━━┓ ┃

Me
 (目) 
Futsukuru
 (布都久留) 
Makura
 (真椋) 
Oomae
 (大前) 
Omae
 (小前) 
Ushiro
 (菟代)
 ┃

Arayama
 (荒山)
 ┃

Okoshi
 (尾輿)
 ┣━━━━━━━━━━━━━━━━━━━━━━━━━━━━━━━━┳━━━━━━━━━━━━━━━━ ━━━━━━━━━━━━━━━━━┓

Mikari
 (御狩) 
Moriya
 (守屋) 
Nieko
 (贄子), con gái ông kết hôn với 
Soga no Umako

 ┃

Me
 (目)
 ┃

Umaro
 (宇 麻 呂)
 ┃

Isonokami no Maro
 (石 上 麻 呂), đã thay đổi họ của mình và thành lập gia tộc Isonokami (石 上 氏)
```

</br>Hậu duệ của Mononobe no Futsukuru (物 部 布 都 久留), xem trên cây phả hệ.
```
Futsukuru
 (布都久留)
 ┣━━━━━━━━━━━━━━━━━━━━━━━━━━━━━━━━━━━━━━━━━━━━┓

Itabi
 (木蓮子) 
Ogoto
 (小事)
 ┣━━━━━━━━━━━━━━━━━━━━━━━━━━━━━━━━━━━━━━━━━━━━┓

Masara
 (麻佐良) 
Yakahime
 (宅媛), vợ của 
Thiên hoàng Ankan

 ┃

Arakabi
 (麁鹿火)
 ┣━━━━━━━━━━━━━━━━━━━━━━━━━━━━━━━━━━━━━━━━━━━━┓

Iwayumi
 (石弓) 
Kagehime
 (影媛)
```